# Arzignano Grifo Calcio a 5 2007-2008
Questa pagina raccoglie i dati riguardanti l'Arzignano Grifo Calcio a 5, squadra di calcio a 5 militante in serie A, nelle competizioni ufficiali del 2007-2008. La stagione fu caratterizzata dall'avvicendamento di tre allenatori. Luigi Pagana, scelto dalla società per sostituire Fabián López dopo la clamorosa eliminazione dei campioni d'Italia nei play-off scudetto per mano di una squadra di Serie A2, 
fu infatti esonerato il 10 dicembre, in seguito alla sconfitta per 7-2 contro la Lazio. La squadra fu affidata al vice Lorenzo Davino che rimase sulla panchina fino al febbraio successivo, quando fu a sua volta sostituito dal portoghese Tiago Polido.

## Rosa
| N° | Naz.                                   | Ruolo      | Sportivo          | Anno     |  |  |
| -- | -------------------------------------- | ---------- | ----------------- | -------- |  |  |
| 1  | Brasile (bandiera)                     | Portiere   | Eduardo Bragaglia | 25.01.85 |  |  |
| -  | Brasile (bandiera)                     | Portiere   | Thiago Cavallaro  | 04.05.87 |  |  |
| 5  | Brasile (bandiera)                     | Difensore  | Márcio Brancher   | 21.05.67 |  |  |
| 8  | Brasile (bandiera)                     | Difensore  | Danilo            | 29.12.71 |  |  |
| -  | Brasile (bandiera)                     | Universale | Rodrigo Bizzarri  | 07.02.81 |  |  |
| 10 | Colombia (bandiera)                    | Universale | John Pinilla      | 10.04.80 |  |  |
| 9  | Argentina (bandiera)                   | Laterale   | Leandro Cuzzolino | 21.05.87 |  |  |
| 12 | Italia (bandiera)                      | Laterale   | Andrea Bearzi     | 28.10.75 |  |  |
| 20 | Brasile (bandiera) · Italia (bandiera) | Laterale   | Jonas             | 24.05.84 |  |  |
| 7  | Brasile (bandiera)                     | Laterale   | Sandrinho         | 15.06.73 |  |  |
| -  | Brasile (bandiera)                     | Laterale   | David Tres        | 28.05.87 |  |  |
| 6  | Argentina (bandiera)                   | Laterale   | Fernando Wilhelm  | 05.04.82 |  |  |
| 3  | Burkina Faso (bandiera)                | Laterale   | Daouda Yabre      | 1987     |  |  |
| 11 | Brasile (bandiera) · Italia (bandiera) | Pivot      | Felipe Furlam     | 15.07.83 |  |  |
|    | Portogallo (bandiera)                  | Allenatore | Tiago Polido      | 24.01.80 |  |  |